# 纳木错

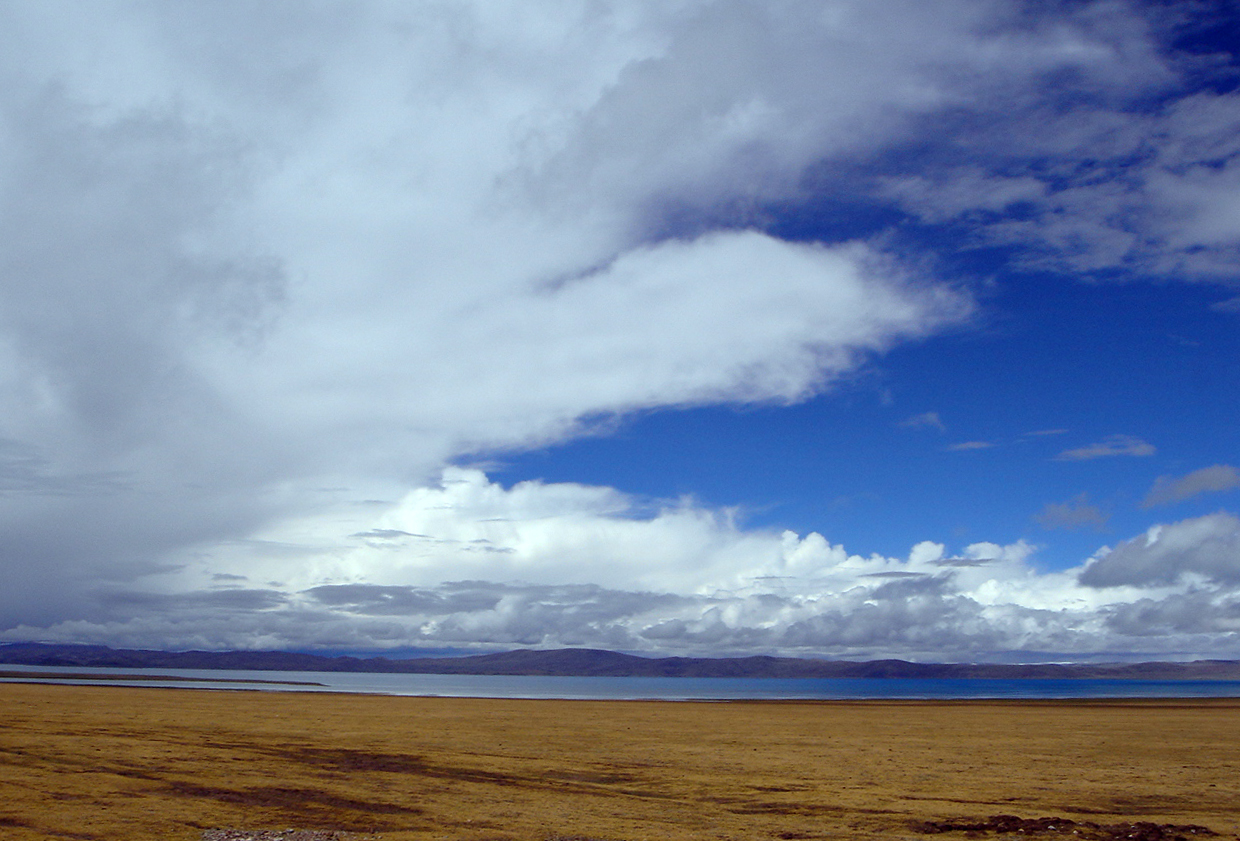

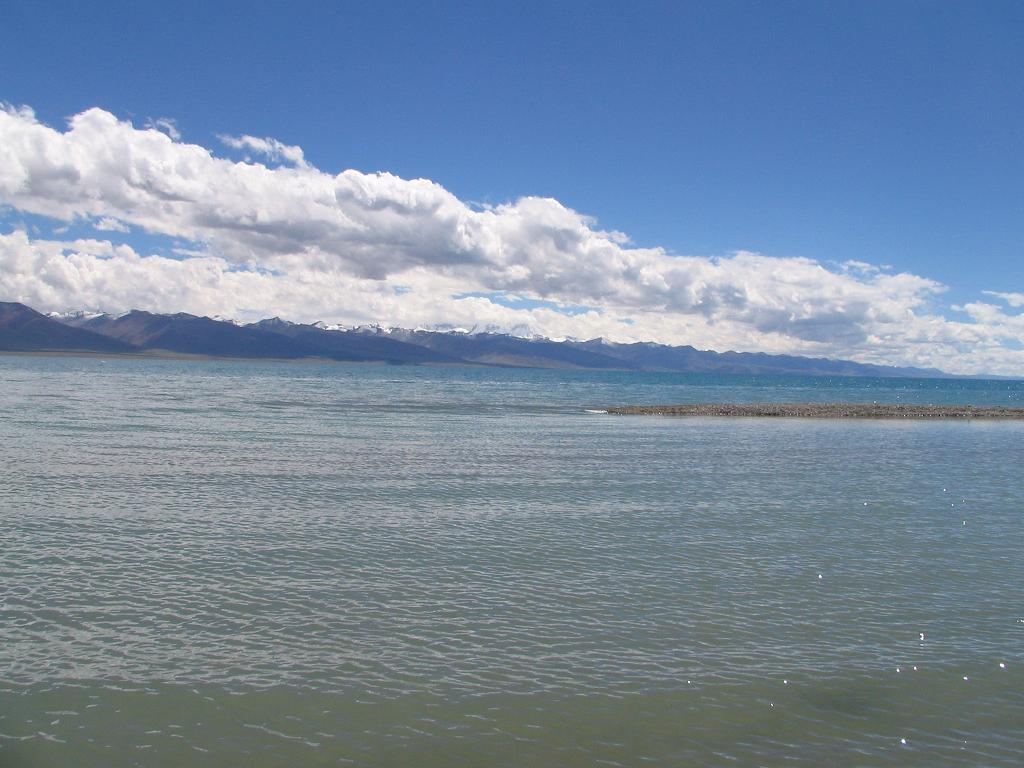

纳木错，蒙古語作腾格里淖尔，兩名稱均为“天湖” 之意，是當前中国面積第三大、西藏面積第二大的咸水湖，地跨西藏中部的班戈縣青龍鄉南部與當雄縣納木湖鄉西部。湖的形状近似长方形，东西长70多公里，南北宽30多公里，面积1920多平方公里。湖面海拔4718米，为世界上海拔最高的大型湖泊。湖水平均深度33米，蓄水量768亿立方米。

## 位置
纳木措地处被称作“世界屋脊”的青藏高原上，属于中国五大湖区的“青藏高原湖区”。在北纬30°30′至30°35′和东经90°16′至91°03′之间。位于西藏自治区的中部，在那曲市的东南边界和拉萨市区划的西北边界上。约有五分之三的湖面在那曲市的班戈县内，五分之二的湖面在拉萨市的当雄县内。纳木措向南距拉萨市区约100公里。湖的南部岸边为念青唐古拉山东段的北侧山麓，而湖的西北侧及北侧为高原上的低山丘陵。

## 旅游
纳木措是西藏著名的旅游区。纳木措景区门票是人民币120元。
现在，前往纳木措旅游已不需要包车。在适于旅游的雨季，拉萨市多有旅行社为散客开设往返于拉萨和纳木措的旅游车。一般行程是，早晨7-8时从拉萨出发，中午到达纳木错，当天或次日15-16时启程返回拉萨。票价约为当日往返150元，两日往返180元，只负责路程，食宿自理。从拉萨到纳木措全部是柏油公路，驾车单程大约需要4小时。途中经过当雄县城和海拔5190米的那根拉山口。但从当雄县城到纳木措没有长途汽车，过路车亦少，难以直接到达。
當地住宿大概80﹣100元一晚，部份房景向著湖中心。只是晚上風較大，房屋隔音效果一般。即使是夏天天黑后气温只有十度左右，要穿厚衣服睡覺。除了扎西半岛风景区之外，整个纳木措湖环线都有土路环绕，共约320公里，其中约300公里是各种土路，可以骑车和徒步环湖旅行，徒步环湖是当地信徒们的朝拜方式，环湖一次大概需要2周时间。亦可以自驾车旅行，沿途均有人烟，但有的山口路况不佳，需注意选择路线。

## 湖的成因和变迁
纳木错形成于200万年前，即古近纪喜马拉雅运动时期。初始湖面开阔且湖水深，这可以从古湖堤岸线分布的高度看出。进入第四纪后，因大陆板块碰撞挤压，西藏高原不断隆升，气候日趋干燥，湖面随之缩降。经过百万年的变迁，现今在纳木措的外围，留有三层古湖堤岸的遗迹。其中最高的一层，高出目前的湖面80米。这些古湖堤岸的遗迹，显示了纳木措湖面缩降过程的前后次序。

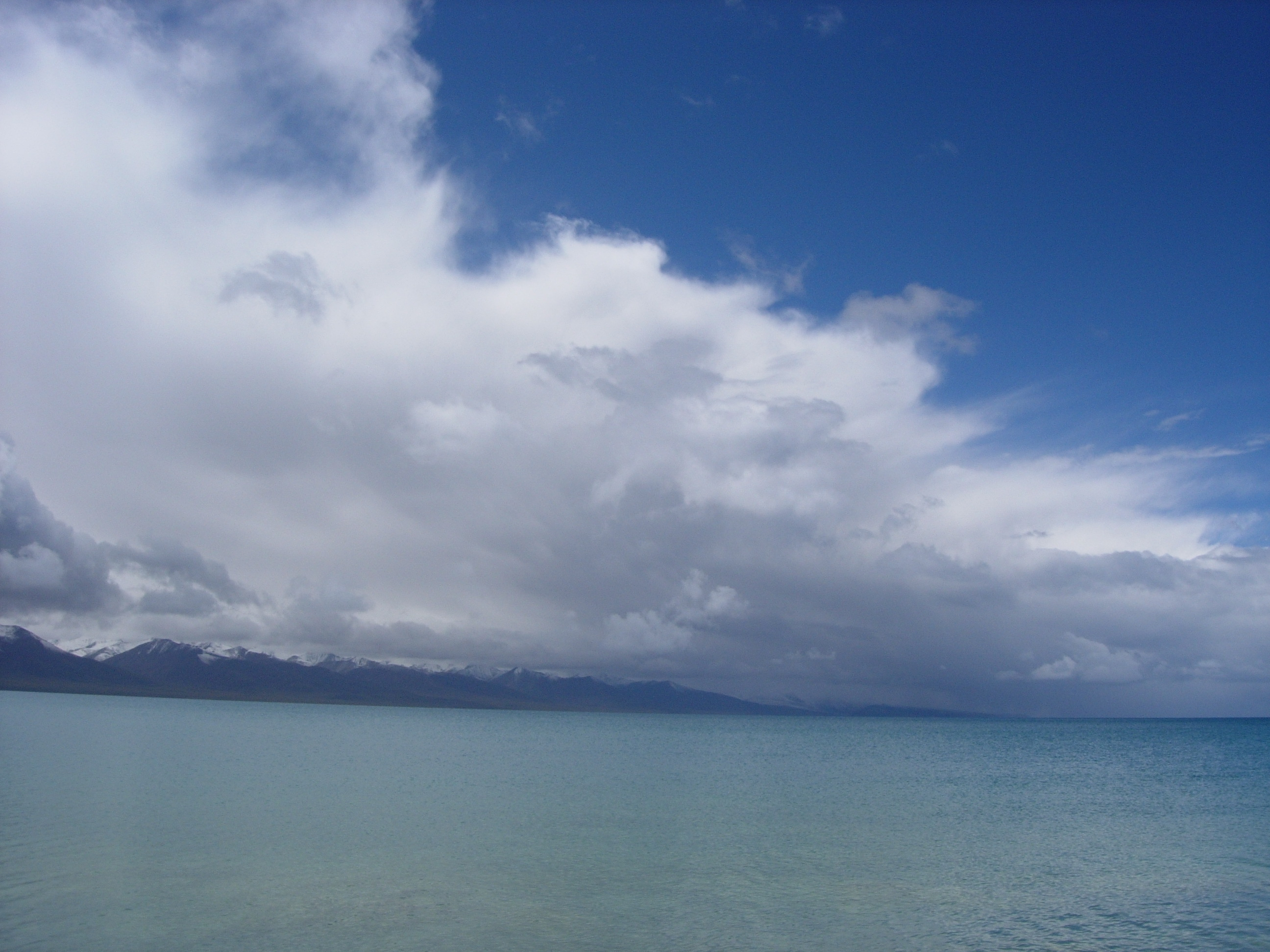
雪山连绵数公里的纳木措

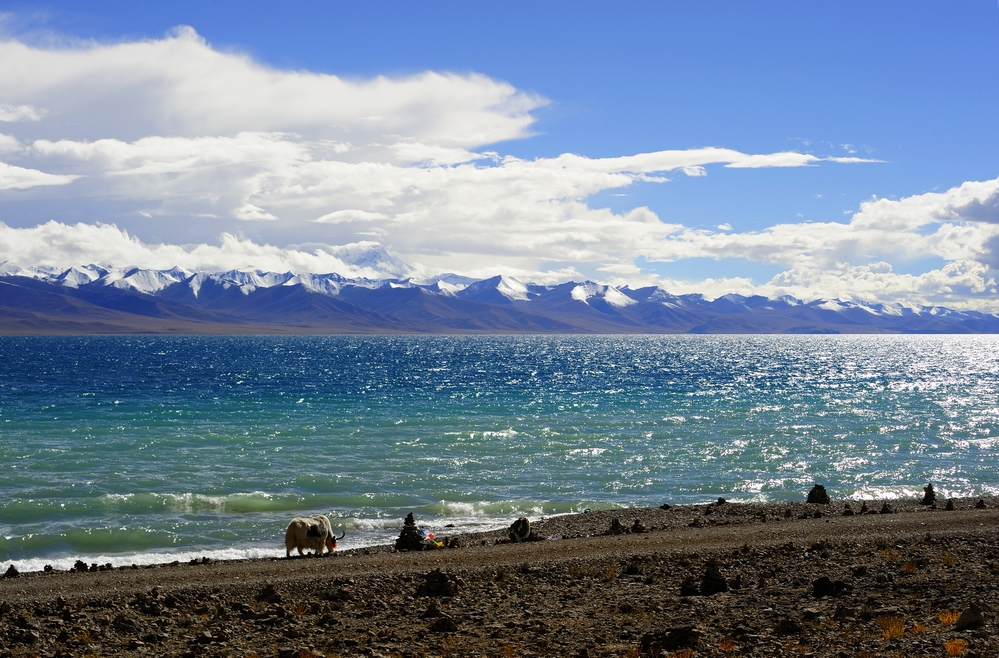
纳木措

## 现况
纳木措现为内陆咸水湖，含盐量高。湖水清澈，四周又多雪山，相映成趣，风景秀丽。湖泊的主要水量来源是冰雪融水和降水。湖中有3个岛，东南部有一个大的半岛伸进湖中，名为“扎西半岛”。每年进入冬季，湖内会结冰，至第二年六月中旬，冰才完全消融，故有大半年的冰期，六月初山顶大雪才解封，车方可通行，7、8月份是赏湖的最佳时间，此时，湖畔绿草如茵，牛羊成群。纳木措有丰富的鱼类资源，因为藏族全民信佛，拥有不吃鱼的传统，故无渔业生产。夏季中，候鸟在湖中的岩岛及湖滨的滩上栖息、繁衍，其中包括鸬鹚、赤麻鸭、鱼鸥等。纳木措广阔的水体，显著地调节着湖区的气候，故滨湖地带水草丰美，为良好的天然牧场。生长的草本植物包括紫云英、鹅冠草、滨草等。在广袤的草滩上，野牦牛、黄羊、野兔、狐狸以及狼等动物均时常出没，适宜狩猎。冬季到来之前，当地的牧民会赶着畜牲迁移到湖边，以越冬御寒。
纳木措是西藏的三个圣湖之一。传说天湖保佑羊群，所以每逢藏历羊年的“萨葛达瓦节”期间，有许多人来此朝圣。

## 岛屿及半岛
湖中的最大岛屿叫“良多岛”，面积1.2平方公里，位于纳木措相对凸入陆地的西北角湖面的中央。三个岛屿的岸壁陡峭，岩石高峻。
“扎西”是藏语“吉祥”的意思。扎西半岛也被称作“吉祥爱情岛”，是纳木措的面积最大的半岛，约10平方公里。半岛由石灰岩构成，长时间的溶蚀充分发育了半岛上的喀斯特地形。故有千姿百态的石林、溶洞以及天生桥等地质形态呈现。